# I. Perrex
A legenda szerint Gorboduc briton király fia, I. Perrex (akit Porrexként is írnak) a britonok királya volt.

## Perrex és Ferrex közti polgárháború
Amikor Gorbudoc király megöregedett, Gorboduc életének utolsó éveiben Perrex titokban azt tervezte, hogy megöli a testvérét, Ferrexet, mert viszály támadt köztük amiatt, hogy ki kövesse majd apjukat a trónon. De Ferrex rájött erre, ezért Ferrex Galliába menekült és egy nagy gall sereggel, Suard frank király segítségével tért vissza Britanniába. Amikor visszatért Ferrex, Perrex megtámadta őket, Ferrex és serege vereséget szenvedett, Ferrexet pedig megölte. Nem sokkal később a két testvér anyja, Judon bosszút állt Ferrex halála miatt és álmában megölte a másik fiát, Perrexet. I. Perrex halála után magas társadalmi rétegből származó egyének megölték Judont, majd a társadalom alacsony és magas rétegei között polgárháború robbant ki, melynek során Britanniát 5 király uralta, akik egymás ellen hadat viseltek. 

## Irodalmi vonatkozása
Thomas Norton és Thomas Sackwille 1561-ben megírta The Tragedie of Gorboduc című színművét, melyet Ferrex and Porrex címen is emlegettek, 1561 karácsonyán adtak elő (melyet 1565-ben publikáltak).

## Fordítás
Ez a szócikk részben vagy egészben  a   Porrex I című angol Wikipédia-szócikk ezen változatának fordításán alapul.  Az eredeti cikk szerkesztőit annak laptörténete sorolja fel. Ez a jelzés csupán a megfogalmazás eredetét és a szerzői jogokat jelzi, nem szolgál a cikkben szereplő információk forrásmegjelöléseként.